# Atlas Shrugged
Atlas Shrugged (literalment 'Atlas s'encongí d'espatlles') és una novel·la de la filòsofa/escriptora russoestatunidenca Ayn Rand, publicada als Estats Units l'any 1957. Aquesta novel·la fou la darrera obra de ficció d'Ayn Rand, abans de dedicar-se únicament a la filosofia. La novel·la té 645.000 paraules i de 1.000 a 1.368 pàgines, segons edicions; és també una de les novel·les més llargues que mai s'han escrit.

## Contingut
El tema bàsic de la novel·la és «la importància de la ment raonadora de cada individu en la vida humana». És una història altament filosòfica i al·legòrica. Aquest llibre conté una varietat de temes que van ser la base de la filosofia objectivista. Ha arribat a ser considerat un dels llibres més influents de la història de la humanitat. Segons The contested legacy of Ayn Rand, més individus passen a ser llibertaris per haver llegit Atlas Shrugged que per qualsevol altre motiu.
L'obra tracta d'una vaga, però d'empresaris, de persones innovadores i individualistes que es rebel·len contra una contínua i castradora intervenció col·lectivitzadora i reguladora. Sense aquests individus, la societat s'enfonsa.
Debi Ghate i Richard E. Ralston han publicat l'estudi de la novel·la Why businessmen need philosophy: the capitalist's guide to the ideas behind Ayn Rand's Atlas shrugged (2011).
No n'existeix cap edició en llengua catalana.